# 镇羌堡 (甘肃省)
37°08′47″N 102°53′04″E / 37.14639°N 102.88444°E
镇羌堡是明长城甘肃镇庄浪路下辖的一个堡寨。位于今甘肃省武威市天祝藏族自治县打柴沟镇金强驿，“金强”即后来对“镇羌”这一旧名的雅化。
据《大清一统志》，镇羌堡“在平番县西北一百二十里，西北去古浪县安远堡四十里。城周二里有奇。本朝设游击驻守，兼辖岔山、红水、三眼井等堡。距营六里乌稍岭、大宸岭有牧马厂”。镇羌堡门外曾有石佛寺，已毁。